# Baleira
Baleira es un municipio de la provincia de Lugo en Galicia (España). Pertenece a la Comarca de Fonsagrada. La capital del municipio es O Cádavo, nombre que a menudo se da por extensión a todo el municipio.

## Geografía humana

### Organización territorial
El municipio está formado por ciento veinticinco entidades de población distribuidas en doce parroquias:
- Braña[2]
- Córneas (Santiago)
- Cubilledo (Santiago)
- Degolada[2]
- Esperela[2](San Pedro)[3]
- Fontaneira[2](Santiago)[3]
- Fonteo (Santa María)
- Lastra[2]
- Librán (Santa Mariña)
- Martín (Santiago)
- Pousada (San Lourenzo)
- Retizós (Santa María Madanela)

### Demografía
Cuenta con una población de 1120 habitantes (INE 2024).
| Gráfica de evolución demográfica de Baleira entre 1842 y 2021                                                         |
| |
| Población de derecho según los censos de población del INE. Población de hecho según los censos de población del INE. |

### Economía
Baleira desde siempre ha vivido de la ganadería y la agricultura. La ganadería es un pilar básico en la economía del ayuntamiento, diferenciando, por zonas diferentes tipos: En la zona del valle del Eo predominan las vacas lecheras, teniendo esta zona un peso importante en la producción de leche en la provincia de Lugo. En la zona más montañosa del ayuntamiento, la llamada rubia gallega es la vaca más usual, esta zona se especializa en la producción de carne y aunque quedan muy pocas también eran importantes las ovejas.
Con respecto a la agricultura, esta suele ser de subsistencia, las familias la practican para su propio beneficio, sin existir grandes explotaciones de dicha actividad.